# Premocyathus
Premocyathus är ett släkte av koralldjur. Premocyathus ingår i familjen Caryophylliidae.
Kladogram enligt Catalogue of Life:
| Premocyathus | \| \| Premocyathus cornuformis \| \| \| \| \| \| Premocyathus dentiformis \| \| \| \| |
|              | \| \| Premocyathus cornuformis \| \| \| \| \| \| Premocyathus dentiformis \| \| \| \| |
|              | Premocyathus cornuformis                                                              |
|              |                                                                                       |
|              | Premocyathus dentiformis                                                              |
|              |                                                                                       |